# Ladislav Dluhoš
Ladislav Dluhoš (* 6. října 1965 Čeladná) je bývalý český skokan na lyžích, který závodil v letech 1984–1994.
Startoval na ZOH 1984, 1988 a 1994, jeho nejlepším individuálním umístěním je 12. místo z velkého můstku v Sarajevu 1984. V Calgary 1988 pomohl československému týmu ke čtvrtému místu v závodě družstev. V letech 1984–1991 se účastnil také světových šampionátů, ze kterých si přivezl dvě bronzové medaile ze závodů družstev.